# Aivars Aksenoks
Aivars Aksenoks (nascut el 24 de maig de 1961) és un polític letó.
Fou fundador del partit de dretes Partit de la Nova Era. Aksenoks té un grau en enginyeria per la Universitat Tècnica de Riga i fou director de l'Agència de Carreteres Estatals i Seguretat del Trànsit en el període 1992–2002.
Entre 2002 i 2004 fou Ministre de Justícia de Letònia, dins el Gabinet Repše. De tota manera, és més conegut per haver estat alcalde de Riga entre el 29 de març de 2005 i el 19 de febrer de 2007.
Va passar-se al partit Per la Pàtria i la Llibertat/LNNK el 2008.